# Onside kick

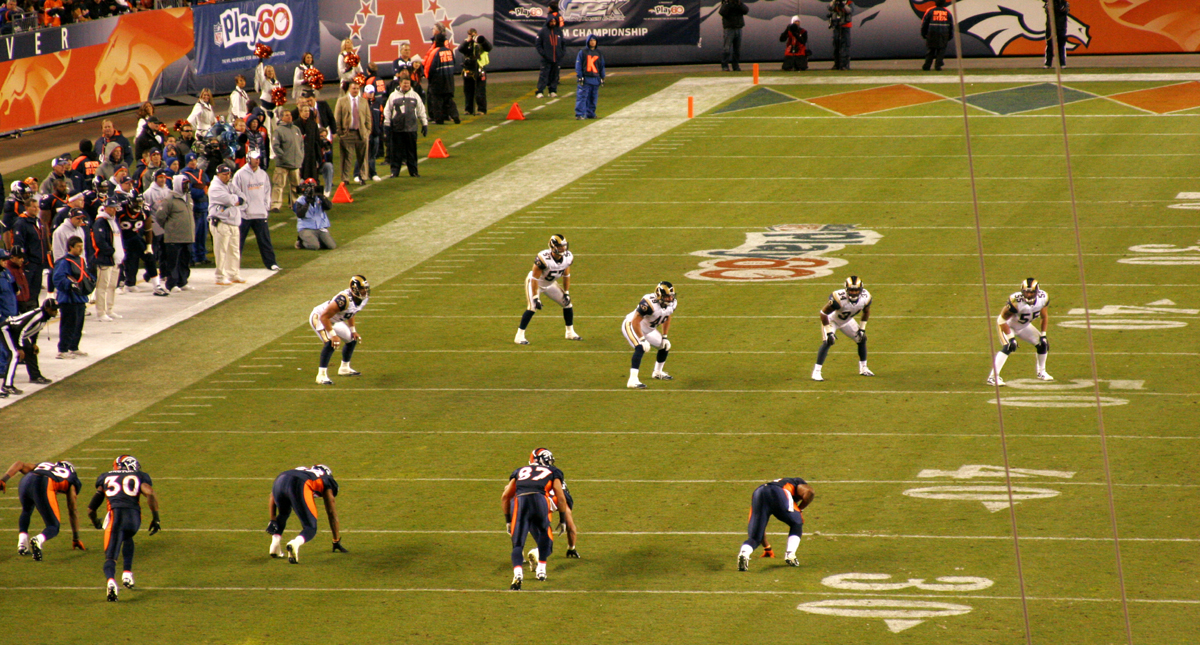
Los Denver Broncos intentando un onside kick en contra de los St. Louis Rams en un partido que Denver perdía por 3 puntos. No recuperaron el balón.

Un onside kick, conocida en México como patada corta, es un tipo especial de kickoff que se usa cuando el equipo ofensivo necesita recuperar el balón para seguir atacando, lo que se hace en estos casos es realizar una onside kick, el balón debe avanzar como mínimo 10 yardas desde la zona donde se patea (si el balón no avanza esas 10 yardas se marca una penalización) y existe la posibilidad de recuperarlo antes que el otro equipo, aunque es algo complicado pues el otro equipo contrarresta este kickoff con una formación en la que acerca gran parte de su equipo a la zona de saque para recuperar el balón a toda costa y de esa forma lograr que el onside kick fracase.